# 대한기생충학열대의학회
대한기생충학열대의학회(Korean Society for Parasitology and Tropical Medicine)는 1959년에 설립된 대한민국의 의학 학술 단체이다. 소재지는 서울특별시 종로구 대학로 103 서울대학교 의과대학 기생충학교실 연구관 304호에 위치하고 있다.

## 개요
기생충학, 열대의학 및 관련 분야의 교육, 연구와 지식의 향상, 해외 학계와의 협력, 일반 사회에 대한 홍보, 자문 및 회원 상호간의 친목으로 한다.

## 주요 사업
- 학술대회, 심포지엄, 학술집담회 등 각종 학술행사의 개최
- 학회잡지 등 각종 간행물의 발행
- 학술연구의 장려와 표창
- 국내외 각종 학술단체와의 교류
- 교육프로그램 개발과 보급
- 회원 상호간의 친목도모, 권익옹호 및 복지향상
- 기타 학회의 목적에 필요한 사항

## 같이 보기
- 기생물
- 열대의학
- 대한의학회